# James Stirling (matemático)
James Stirling (Garden, Stirlingshire, maio de 1692 — Edimburgo, 5 de dezembro de 1770) foi um matemático escocês. É conhecido pela proposta de uma forma para aproximar o fatorial de grandes números, a fórmula de Stirling.

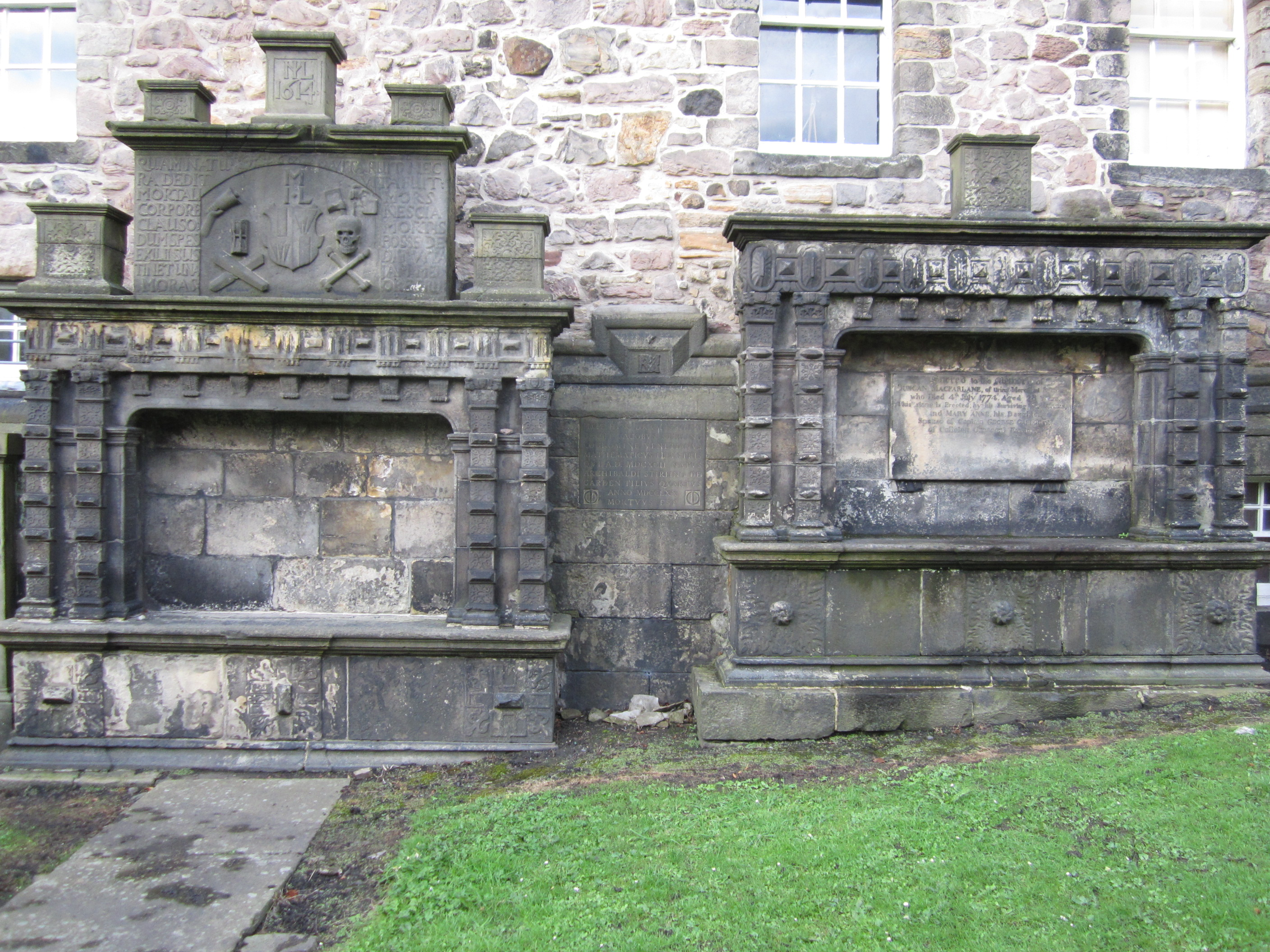
Sepulcro de James Stirling no Greyfriars Kirkyard

## Obras

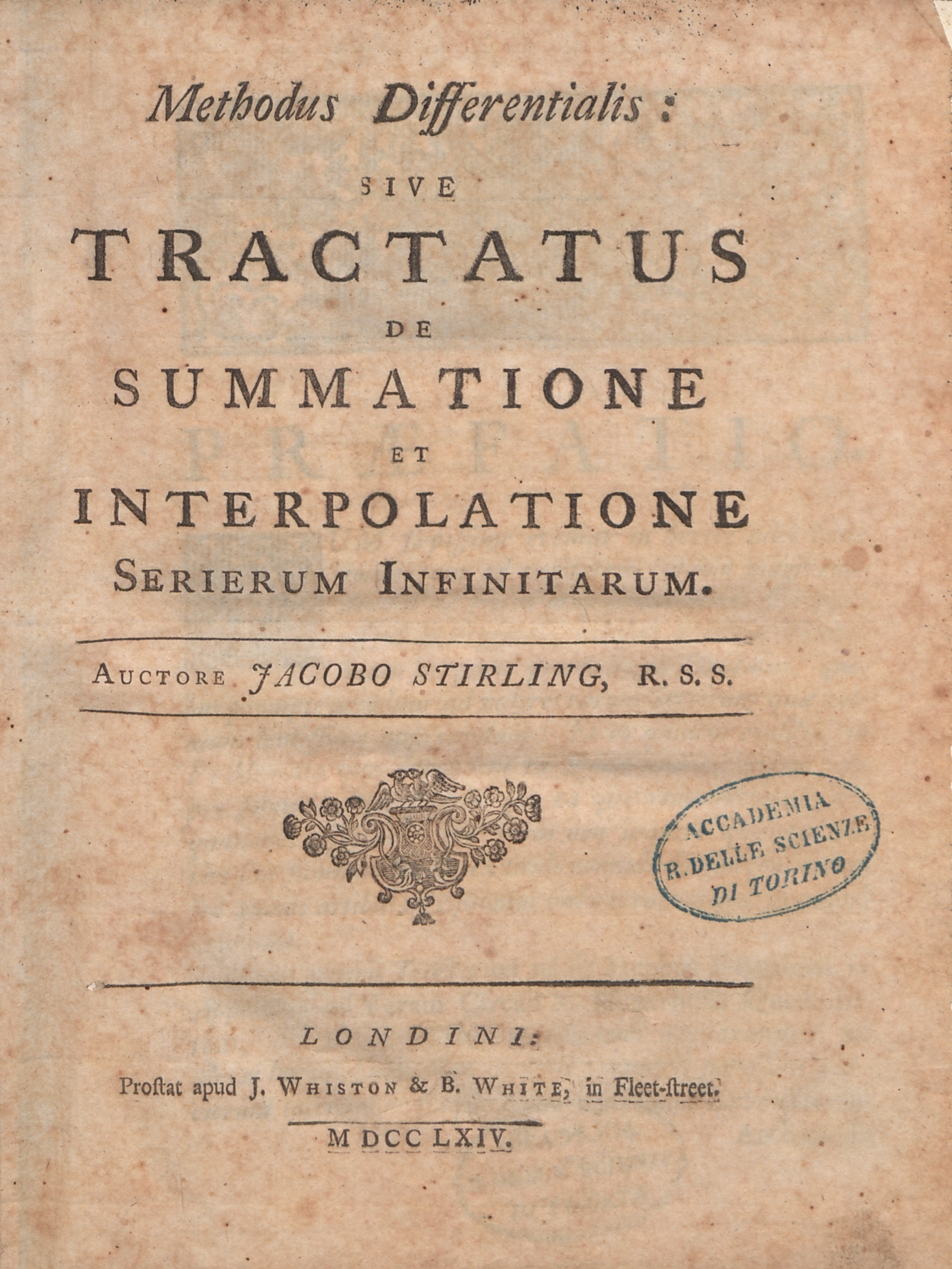
Methodus differentialis, 1764

- Lineae Tertii Ordinis Neutonianae, Edvardi Whistler, Oxoniae (Oxford) 1717 (em latim)
- Methodus Differentialis Newtoniana Illustrata, Philosophical Transactions 30, 1719, S. 1050–1070 (em latim)
- Methodus Differentialis: sive Tractatus de Summatione et Interpolatione Serierum Infinitarum, G. Strahan, Londini (London) 1730 (em latim; em Gallica: )
  - The Differential Method: Or, A Treatise Concerning Summation and Interpolation of Infinite Series, E. Cave, London 1749 (tradução para o inglês por Francis Holliday)
- Of the Figure of the Earth, and the Variation of Gravity on the Surface, Philosophical Transactions 39, 1735, S. 98–105 (em inglês)
- A Description of a Machine to blow Fire by the Fall of Water, Philosophical Transactions 43, 1745, S. 315–317 (em inglês)